# 국민생활체육회
국민생활체육회(國民生活體育會, 영어: Korea Council of Sport for All)는 대한민국의 생활 체육을 총괄했던 스포츠 행정 기구이다. 문화체육관광부 산하 기타공공기관으로 지정되어 있었으며, 서울특별시 송파구 올림픽로 424(방이동) 올림픽공원 내에 위치하고 있었다.
1991년 2월 6일에 국민생활체육협의회(國民生活體育協議會, 영어: National Council of Sport for All)라는 이름으로 설립된 대한민국 문화체육관광부 소관의 사단법인이자 생활 체육 추진 전문기관이었다. 대한민국 각지에서 활동하고 있는 생활 체육 동호인을 근간으로 한국형 스포츠 클럽 정착 및 생활 체육 진흥을 위한 각종 사업을 실시함으로써 국민의 건강증진 및 건전한 여가생활을 보장하고 나아가 명랑하고 밝은 사회 건설에 이바지하며, 세계한민족축전의 운영을 통하여 전 세계에 거주하는 한민족의 동질성과 결속을 강화, 조국애를 함양시키는 것을 목적으로 하였다. 2009년 6월 17일에 국민생활체육회로 이름을 바꿨고, 2016년 3월 7일을 기해 대한체육회(KOC)와 통합하면서 해체되었다.

## 주요 사업
- 지역 생활체육회 및 종목별 연합회 관리, 지원
- 범국민체육생활화 운동 전개
- 생활체육프로그램 개발, 보급
- 세계한민족축전의 개최

## 참고 문헌
- 〈국민생활체육회〉. 《한국민족문화대백과사전》. 한국학중앙연구원.
- 〈국민생활체육회〉. 《두피디아》. 두산.
- 〈국민생활체육회〉. 《네이버 기관단체사전》. 굿모닝미디어.

## 같이 보기
- 대한체육회
- 전국생활체육대축전